# Мондаини, Маркос
Маркос Густаво Мондаини (исп. Marcos Gustavo Mondaini; род. 14 февраля 1985[…], Саэнс-Пенья, Чако) — аргентинский футболист, нападающий.

## Клубная карьера
Мондаини — воспитанник клуба «Бока Хуниорс». В 2004 году он дебютировал в аргентинской Примере. Из-за высокой конкуренции в «Боке» Маркос на правах аренды выступал за эквадорские «Эмелек» и «Барселону» Гуаякиль, а также уругвайский «Насьональ». В начале 2010 года он на правах аренды перешёл в колумбийский «Атлетико Насьональ». 31 января в матче против «Мильонариос» Мондаини дебютировал в Кубке Мустанга. 1 августа в поединке против «Депортиво Кали» он забил свой первый гол за «Атлетико».
В начале 2011 года Маркос был отдан в аренду в американский «Чивас США». 20 марта в матче против «Спортинг Канзас-Сити» он дебютировал в MLS. 1 мая в поединке против «Нью-Ингланд Революшн» Мондаини забил свой первый гол за американскую команду.
В январе 2012 года Маркос подписал контракт с эквадорским «Эмелеком», за который уж выступал ранее на правах аренды. В 2013 и 2014 году Мондаини дважды стал чемпионом Эквадора.

## Достижения
«Эмелек»
- Чемпионат Эквадора по футболу — 2013, 2014